# القيروان (باخرة)
الباخرة القيروان (بالأحرف اللاتينية: Kairouan) هي سفينة بضائع كانت تابعة للشركة التونسية للملاحة، صنعت عام 1979، وبدأت الخدمة في تونس في نفس السنة. بيعت لشركة أخرى عام 1999 فصار اسمها Yucatan، ثم بيعت لشركة أخرى عام 2002 فصار اسمها Smyrna، ثم بيعت لشركة من سانت فنسينت والجرينادينز فصار اسمها Nina (وهو اسمها الحالي).